# Fady Nagah
Fady Nagah (sinh ngày 9 tháng 5 năm 1990) là một cầu thủ bóng đá người Ai Cập who hiện tại thi đấu cho El-Entag El-Harby SC. Anh từng thi đấu cho Haras El Hodoud SC,Petrojet FC,Smouha SC.